# Universidade Campus Biomédico
A Universidade Campus Biomédico é uma universidade privada fundada em 1991, com sede em Roma. 
Atualmente o seu reitor é o professor Andrea Onetti Muda e possui 818 estudantes.

## Organização
A Universidade está dividida em duas faculdades:
- Faculdade de Engenharia
- Faculdade de Medicina

Estas faculdades conferem  os graus em Medicina - 6 anos, Enfermaria - 3 anos, Nutricionista - 3 anos, e ainda o grau de mestre em Engenharia Biomédica - 5 anos.